# Notsi
Le notsi (ou nochi) est une des langues de Nouvelle-Irlande, parlée dans la côte est du district central de la province de Nouvelle-Irlande.